# Jermak (Schiff, 1899)
Die russische Jermak (russisch Ермак, deutsche Transkription: Jermak, Registerversion bis 1945 Ermack, danach Ermak) war ein Dampfschiff der kaiserlichen russischen Marine. Das 1899 in Dienst gestellte Schiff gilt als einer der ersten echten Eisbrecher.

## Geschichte
Das Schiff wurde nach Plänen des Admirals Stepan Makarow von Armstrong-Whitworth in Newcastle upon Tyne gebaut und lief am 29. Oktober 1898 vom Stapel. Es wurde nach Jermak, dem russischen Entdecker, Kosaken-Ataman und Eroberer Sibiriens, benannt. Das Schiff wurde im März 1899 in Dienst gestellt. Es war für eisbrechende Einsätze auf der Ostsee und im Weißen Meer konzipiert worden, um die im Winter schwer zugänglichen Teile Russlands zu erreichen. Erst nachdem Stepan Makarow die eisbrechenden Fähigkeiten des Schiffes erkannt hatte, wurden Forschungsreisen in Polarregionen unternommen.
Bereits auf seiner Jungfernfahrt erreichte das Schiff 1899 unter dem Kommando von Michail Petrowitsch Wassiljew die Position 81° 21 'N und befuhr die Gewässer um Spitzbergen und Nowaja Semlja.
Während des Russisch-Japanischen Krieges begleitete die Jermak die Flotte von Konteradmiral Nikolai Nebogatow bis zum Erreichen des Großen Belts.
Nach Beginn des Ersten Weltkriegs wurde der Eisbrecher der Baltischen Flotte zugewiesen. Am 31. März 1918 geriet die Jermak in ein kurzes Gefecht mit dem nunmehr finnischen Eisbrecher Tarmo, dessen Besatzung sich dem bürgerlichen, national-finnischen Lager während des finnischen Bürgerkriegs angeschlossen hatte. Dieser Zwischenfall gilt als erstes Gefecht der finnischen Kriegsmarine.
Von 1920 bis 1930 sicherte die Jermak den Schiffsverkehr in der Ostsee, dem Arktischen Ozean und dem Weißen Meer. Im Februar 1938 lief das Schiff zur Rettung der Forscher der Eisdriftstation Nordpol-1 aus. Am 28. August 1938 gelang es der Jermak, zu den im Packeis eingeschlossenen Schiffen Georgi Sedow, Sadko und Malygin vorzustoßen und sie aus dem Packeis freizubrechen.
Nach einigen Einsätzen während des Zweiten Weltkriegs wurde die Jermak im Juni 1944 umgerüstet. Waffen wurden demontiert und das Schiff wurde erneut auf der Nordostpassage eingesetzt. Am 26. März 1949 wurde die Jermak anlässlich ihres 50-jährigen Dienstes mit dem Leninorden ausgezeichnet. 1964 wurde das Schiff schließlich außer Dienst gestellt und in Murmansk abgewrackt.

## Namensgeber
- Das Schiff ist Namensgeber für den Yermak Point, eine Landzunge im nördlichen antarktischen Viktorialand.
- Der 1973 gebaute sowjetische Eisbrecher Jermak wurde nach dem historischen Vorbild benannt.